# Ngô Mây, An Khê
Ngô Mây là một phường thuộc thị xã An Khê, tỉnh Gia Lai, Việt Nam.
Phường Ngô Mây có diện tích 10,04 km², dân số năm 2009 là 4.750 người, mật độ dân số đạt 473 người/km².